# Ferrari Monza
Ferrari Monza es la denominación común de una serie de automóviles construidos por Ferrari. A principios de la década de 1950, la firma rediseñó su clase de deportivos de competición más pequeños, sustituyendo el motor V12 compacto diseñado por Gioacchino Colombo que había sido usado hasta entonces, por una línea de motores de cuatro cilindros en línea diseñados por Aurelio Lampredi. Inspirados por el éxito del ligero y fiable 553 F1 con motor de 2,5 L, los deportivos de cuatro cilindros compitieron exitosamente hasta finales de la década de 1950, culminando con los famosos 500 Mondial y 750 Monza.
Los modelos V12 usaban carburadores de descarga vertical ubicados centralmente en el "valle" del motor, mientras que los motores de cuatro cilindros en línea usaban unidades de tiro lateral, y por lo tanto, no eran imprescindibles las abultadas tomas de aire del capó.
Casi todos los Monza tenían una distancia entre ejes de 2250 mm (88,6 plg), excepto el 250 y el 860 Monza.

## 1953
1953 fue un año decisivo para Ferrari, comenzando con la nueva serie para el Campeonato Mundial de Sport Prototipos. La compañía añadió a los 250 MM tradicionales (equipados con motor V12), los nuevos 340 MM y 375 MM, e introdujo los recién incorporados modelos 625 TF y 735 S de cuatro cilindros. Con esta profusión de modelos, Ferrari pudo arrasar en la primera carrera del campeonato de automóviles deportivos.

### 625 TF
El primer deportivo de competición de cuatro cilindros con ruedas carenadas de Ferrari fue el 625 TF de 1953. Muy parecido al 250 MM espíder diseñado por Vignale, el 625 TF utilizaba el motor de cuatro cilindros en línea de 2,5 L (2498 cc/152 in³) procedente del 625 F1 en lugar del motor V12 de 3,0 L del modelo 250. Era un automóvil pequeño, con la misma distancia entre ejes de 2.250 mm (89 in) que el 250, pero aún más ligero (solo pesaba 730 kg). El motor rendía 220 CV (164 kW) a 7000 rpm y podría llevar al pequeño roadster a más de 240&bsp;km/h (150 mph).
El liviano automóvil debutó a manos de Mike Hawthorn en Monza el 29 de junio de 1953. Aunque no podía competir en igualdad de condiciones en las largas rectas del circuito, Hawthorn fue capaz de clasificar el automóvil en el cuarto lugar en su debut.
En la primavera de 1953 se produjo un único Berlinetta 625 TF cerrado, uno de los últimos Ferrari diseñados y construidos por Vignale.

### 735 S
El mismo día que debutó el 625 TF, se envió otro de estos automóviles para Alberto Ascari. Con un motor ampliado a 2,9 L (2941.66 cc/179 in³), el 735 S de Ascari mostró todo su potencial Monza, liderando la carrera hasta que chocó con un 250 MM. El 735 S era una barchetta con faros empotrados, una parrilla inclinada y tomas de aire en los guardabarros. Pinin Farina y Scaglietti también presentaron un ejemplo cada uno.

## 1954–1955
Las temporadas de 1954 y 1955 fueron el apogeo del deportivo de Ferrari de cuatro cilindros. La compañía ganó el Campeonato Mundial de Sport Prototipos en 1954, y en 1955 fue capaz de competir de igual a igual con el legendario equipo Mercedes-Benz. La línea de coches deportivos de Ferrari a principios de 1954 estaba compuesta por el 2,0 L 500 Mondial y el 3,0 L 750 Monza. El equipo reemplazó el Mondial por el 500 TR poco después ese mismo año, y trabajó febrilmente para superar a Mercedes-Benz, desarrollando el 857 S más grande, el 118 LM y el 121 LM de seis cilindros. La familia de deportivos de competición con motor V12 desarrollada entonces, incluidos los 250 Monza de 1954 y los 410 S de 1955, fueron menos notables.
| Ferrari 500 Mondial          | Ferrari 500 Mondial         | Ferrari 500 Mondial         |
| ---------------------------- | --------------------------- | --------------------------- |
|                              |                             |                             |
| Datos generales              |                             |                             |
| Fabricante                   | Ferrari y Fiat              | Ferrari y Fiat              |
| Período                      | 1954                        | 1954                        |
| Configuración                |                             |                             |
| Tipo                         | CMSP                        | CMSP                        |
| Planta motriz                |                             |                             |
| Motor                        | 2,0 L (1984 cc) Lampredi I4 | 2,0 L (1984 cc) Lampredi I4 |
| Otros modelos                |                             |                             |
| Predecesor                   | Ferrari 625 TF              | Ferrari 625 TF              |
| Sucesor                      | Ferrari 500 TR              | Ferrari 500 TR              |
| [ editar datos en Wikidata ] |                             |                             |

| Ferrari 750 Monza            | Ferrari 750 Monza           | Ferrari 750 Monza           |
| ---------------------------- | --------------------------- | --------------------------- |
|                              |                             |                             |
| Datos generales              |                             |                             |
| Fabricante                   | Ferrari y Fiat              | Ferrari y Fiat              |
| Período                      | 1954                        | 1954                        |
| Configuración                |                             |                             |
| Tipo                         | CMSP                        | CMSP                        |
| Planta motriz                |                             |                             |
| Motor                        | 3,0 L (2999 cc) Lampredi I4 | 3,0 L (2999 cc) Lampredi I4 |
| Otros modelos                |                             |                             |
| Predecesor                   | Ferrari 735 S               | Ferrari 735 S               |
| Sucesor                      | Ferrari 857 S               | Ferrari 857 S               |
| [ editar datos en Wikidata ] |                             |                             |

| Ferrari 857 S                | Ferrari 857 S              | Ferrari 857 S              |
| ---------------------------- | -------------------------- | -------------------------- |
|                              |                            |                            |
| Datos generales              |                            |                            |
| Fabricante                   | Ferrari y Fiat             | Ferrari y Fiat             |
| Período                      | 1955                       | 1955                       |
| Configuración                |                            |                            |
| Tipo                         | CMSP                       | CMSP                       |
| Planta motriz                |                            |                            |
| Motor                        | 3,4 L (3431 cc)Lampredi I4 | 3,4 L (3431 cc)Lampredi I4 |
| Otros modelos                |                            |                            |
| Predecesor                   | Ferrari 750 Monza          | Ferrari 750 Monza          |
| Sucesor                      | Ferrari 860 Monza          | Ferrari 860 Monza          |
| [ editar datos en Wikidata ] |                            |                            |

### 500 Mondial
Los primeros experimentos con el motor de cuatro cilindros de Lampredi llevaron a la creación del famoso 500 Mondial. Con un nombre que celebraba el campeonato mundial ("Mondial") ganado por Alberto Ascari, el 500 Mondial presentaba una versión de 2,0 L del motor de cuatro cilindros de Lampredi sobre una carrocería pequeña y liviana, con una suspensión avanzada. El automóvil debutó el 20 de diciembre de 1953 en las 12 Horas de Casablanca, conducido por Ascari y Luigi Villoresi. Quedó en segundo lugar, después de un 375 MM. En 1954, se inscribieron cuatro 500 Mondial en la carrera de las Mille Miglia, siendo su mejor resultado en segundo lugar después de un Lancia D24. Javier Velásquez inscribió el coche con el chasis 0448MD en la Carrera Presidencial de 1962, disputada en la Ciudad de México.
El motor 2,0 L del 500 Mondial (1984.86 cc/121 in³) fue tomado del 500 F2 que ganó el campeonato mundial, pero reajustado para producir 170 hp (127 kW). Era extremadamente ligero (pesaba tan solo 720 kg) y se comportaba de manera muy eficaz gracias a su moderna suspensión trasera equipada con un eje de Dion.
Los primeros 500 Mondial fueron espíder con carrocería Pininfarina, pero Carrozzeria Scaglietti posteriormente creó una serie de barquetas. Dos berlinetas también fueron construidas por Pinin Farina, sobre un total de 29 unidades producidas. De los 13 espíder construidos por Pininfarina, cinco eran de la versión anterior de la Serie I, con faros cubiertos.
El automóvil ganó el prestigioso Trofeo Gran Turismo en el Concurso de Pebble Beach de 2012, lo que implica que finalmente se recreará para su uso en la categoría Gran Turismo 6.

### 750 Monza
El año 1954 vio la introducción de un nuevo deportivo de cuatro cilindros, el 750 Monza. Con una versión de tres litros del motor del 500 Mondial, el Monza era mucho más potente, con 250 hp (186 kW) disponibles, pero apenas más pesado (con 760 kg). La carrocería de nuevo estilo fue diseñada por Pinin Farina, y presagiaba el aspecto de nariz caída del famoso 250 GTO, pero sería el 750 Monza de Scaglietti, con su reposacabezas y un carenado muy aerodinámico (que evoca el Testa Rossa) el modelo que más llamó la atención.
Alberto Ascari fallecería durante una sesión de prueba improvisada en Monza en 1955.
Mike Hawthorn y Umberto Maglioli pilotaron su 750 Monza para alcanzar la victoria en Monza en su primera carrera, dando nombre al coche. A pesar de sus grandes virtudes sobre la pista, el Monza no pudo contener al Mercedes-Benz 300 SLR en 1955, lo que permitió a los alemanes lograr el campeonato mundial que Ferrari había conquistado en 1954.

### 857 S
El breve 857 S de 1955 fue un intento para detener al fuerte equipo Mercedes-Benz, algo que ni el 750 Monza y ni el 376 S/735 LM pudieron hacer. Un chasis disponible del 750 Monza recibió una versión ampliada de un motor Lampredi de cuatro cilindros, ahora con 3,4 L (3431.93 cc/208 in³) y produciendo 280 hp (209 kW). El coche no fue competitivo frente al equipo alemán en el Tourist Trophy de 1955, por lo que Lampredi volvió a la mesa de dibujo pensando en la temporada siguiente. En la Targa Florio de 1955, el 857 S quedó en tercer lugar de la general, pilotado por Castellotti. Un año después, en los 1000 km de Buenos Aires de 1956, Olivier Gendebien y Phil Hill obtuvieron el segundo lugar.

## 1956
Con la retirada de Mercedes-Benz de las carreras internacionales de automóviles deportivos, el 860 Monza y el nuevo 290 MM pasaron a dominar los circuitos en 1956, logrando nuevamente el campeonato mundial de automóviles deportivos para Módena, a pesar del hecho de que el nuevo Jaguar D-Type se llevó la corona en el recientemente restringido Le Mans, y de que el Maserati 300 S se impuso en la carrera de las 6 Horas de Nürburgring.
| Ferrari 500 TR               | Ferrari 500 TR              | Ferrari 500 TR              |
| ---------------------------- | --------------------------- | --------------------------- |
|                              |                             |                             |
| Datos generales              |                             |                             |
| Fabricante                   | Ferrari y Fiat              | Ferrari y Fiat              |
| Período                      | 1956 16 produced            | 1956 16 produced            |
| Configuración                |                             |                             |
| Tipo                         | CMSP                        | CMSP                        |
| Planta motriz                |                             |                             |
| Motor                        | 2,0 L (1984 cc) Lampredi I4 | 2,0 L (1984 cc) Lampredi I4 |
| Otros modelos                |                             |                             |
| Predecesor                   | Ferrari 500 Mondial         | Ferrari 500 Mondial         |
| Sucesor                      | Ferrari 860 Monza           | Ferrari 860 Monza           |
| [ editar datos en Wikidata ] |                             |                             |

| Ferrari 860 Monza            | Ferrari 860 Monza           | Ferrari 860 Monza           |
| ---------------------------- | --------------------------- | --------------------------- |
|                              |                             |                             |
| Datos generales              |                             |                             |
| Fabricante                   | Ferrari y Fiat              | Ferrari y Fiat              |
| Período                      | 1956 2 produced             | 1956 2 produced             |
| Configuración                |                             |                             |
| Tipo                         | CMSP                        | CMSP                        |
| Dimensiones                  |                             |                             |
| Distancia entre ejes         | 2350 mm                     | 2350 mm                     |
| Planta motriz                |                             |                             |
| Motor                        | 3,4 L (3431 cc) Lampredi I4 | 3,4 L (3431 cc) Lampredi I4 |
| Otros modelos                |                             |                             |
| Predecesor                   | Ferrari 857 S               | Ferrari 857 S               |
| Sucesor                      | Ferrari 290 MM              | Ferrari 290 MM              |
| [ editar datos en Wikidata ] |                             |                             |

| Ferrari 625 LM               | Ferrari 625 LM                        | Ferrari 625 LM                        |
| ---------------------------- | ------------------------------------- | ------------------------------------- |
|                              |                                       |                                       |
| Datos generales              |                                       |                                       |
| Fabricante                   | Ferrari y Fiat                        | Ferrari y Fiat                        |
| Período                      | 1956 4 produced                       | 1956 4 produced                       |
| Configuración                |                                       |                                       |
| Tipo                         | Le Mans prototype                     | Le Mans prototype                     |
| Planta motriz                |                                       |                                       |
| Motor                        | 2.5 L (2498.32 cc) Lampredi I4        | 2.5 L (2498.32 cc) Lampredi I4        |
| Otros modelos                |                                       |                                       |
| Predecesor                   | Ferrari 735 LM                        | Ferrari 735 LM                        |
| Sucesor                      | Ferrari 335 S Ferrari 250 Testa Rossa | Ferrari 335 S Ferrari 250 Testa Rossa |
| [ editar datos en Wikidata ] |                                       |                                       |

### 500 TR
Cuando se introdujo el 750 en 1954, el 500 Mondial más pequeño fue reemplazado por otro automóvil de dos litros, el 500 TR. El primer automóvil en llevar el famoso nombre Testa Rossa, el 500 TR, se diferenciaba del Mondial en muchos detalles. Entre los más importantes estaba una suspensión con muelles helicoidales, un cambio radical para Ferrari, así como una transmisión sincronizada con un embrague de dos discos. El 500 TR continuó con su tradición predecesora de peso ligero, alcanzando tan solo 680 kg, una característica que combinada con un motor de 180 hp (132 kW) le daba al vehículo un rendimiento extraordinario. Scaglietti se encargó de carrozar todos los 500 TR.

### 860 Monza
Aunque poco cambió sobre el papel desde el 857 S, el 860 Monza de 1956 fue mucho más competitivo en las carreras internacionales. El motor se rediseñó, adoptando unas dimensiones de diámetro y carrera de 102 mm (4 in) por 105 mm (4.1 in) para una cilindrada total de 3.4 L (3431.93 cc/209 in³), aunque la potencia de salida se mantuvo en 280 hp (209 kW). La distancia entre ejes se alargó en 100 mm (3.9 in) hasta 2350 mm (93 in), pero una nueva suspensión delantera con muelles helicoidales, como en el 500 TR, permitió que los 100 kg adicionales se manejaran eficazmente. En las Mille Miglia de 1956 dos 860 Monza se colocaron segundo y tercero en la general.

### 625 LM
Después del desastre de Le Mans en 1955, el ACO redujo el tamaño de los motores y restringió la inscripción de prototipos para las 24 Horas de Le Mans de 1956, con el objeto de controlar la velocidad y el peligro de la carrera. Ferrari no pudo inscribir sus coches 3.4 L 860 Monza y 3.5 L 290 MM en carrera, por lo que modificó tres 500 TR barqueta para utilizar el motor más grande de 2.5 L, y las inscribió como 625 LM. El motor solo se modificó ligeramente del 625 F1 con compresión reducida a 9:1, y se usaron dos carburadores Weber 42DCO/A. De los tres, solo el coche de Gendebien/Trintignant terminó, quedando tercero detrás del Jaguar D-Type Ecurie Ecosse inscrito de forma privada y del Aston Martin DB3S de fábrica (ambos modelos se produjeron y vendieron en cantidades suficientes para ser clasificados como automóviles deportivos de 'producción' y, por lo tanto, no estaban sujetos a la restricción de 2,5 litros de los 'prototipos'). De los cuatro Ferrari, tres fueron carenados por Carrozzeria Touring, con un diseño similar al 750 Monza, incluido el reposacabezas carenado.

## 1957
Ferrari comenzó la entrega de los deportivos de cuatro cilindros a sus clientes a finales de 1956, decidiendo equipar a los 315 S y 335 S de la Scuderia Ferrari con el motor Jano, y al 250 Testa Rossa con el V-12 Colombo.

### 500 TRC

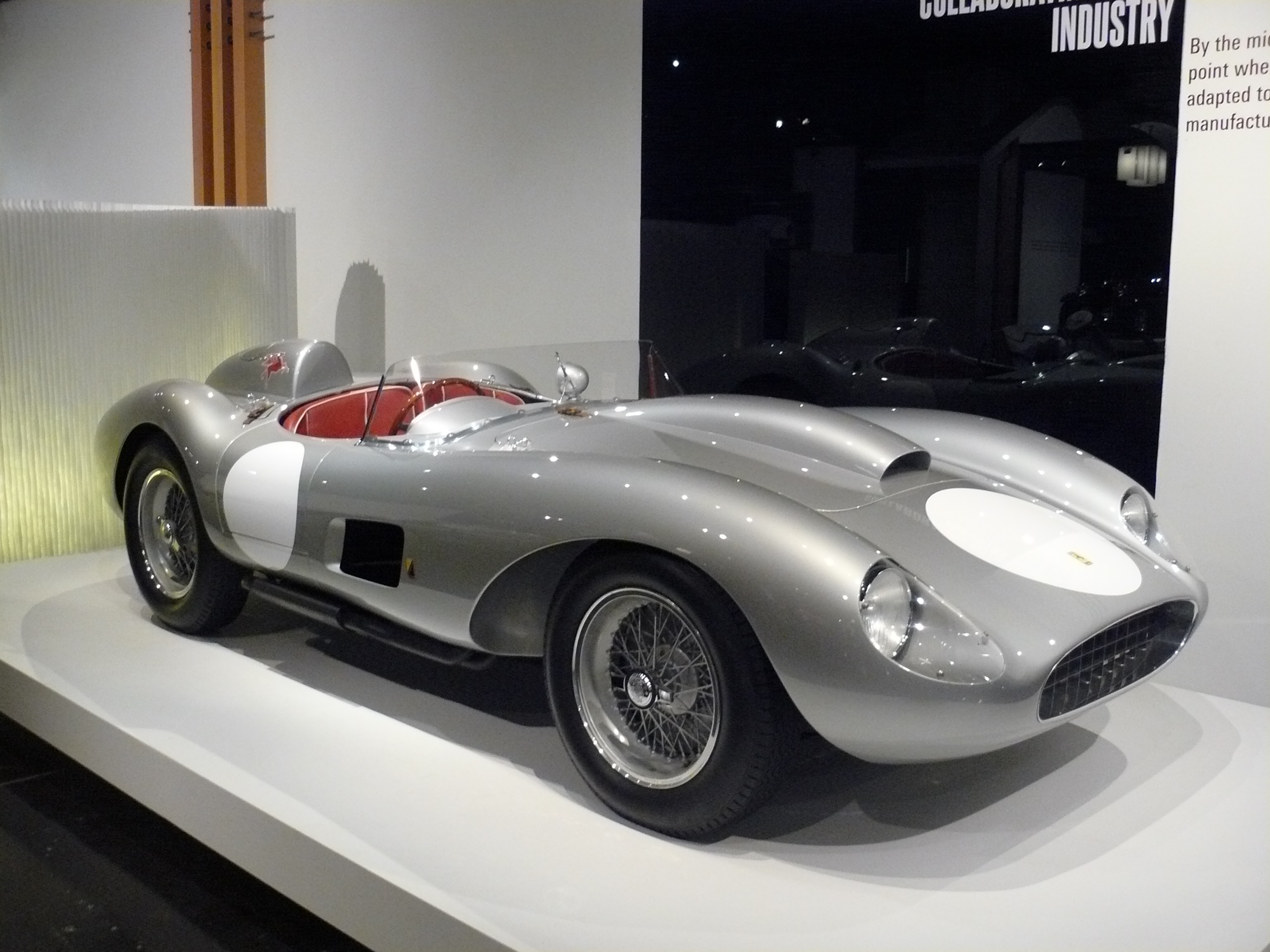
Ferrari 625/250 TRC

El 500 TRC de 1956/7 fue una versión revisada del exitoso 500 TRC del año anterior. Los cambios más significativos se realizaron para cumplir con el Anexo C del Código Internacional de Carreras, lo que se tradujo en la "C" agregada al nombre del modelo. Para seguir estas regulaciones, Ferrari amplió la cabina, agregó una puerta del lado del pasajero, instaló un parabrisas de ancho completo con limpiaparabrisas, incorporó un tanque de combustible de 120 litros, e incluso instaló una capota convertible que se podía recoger. La carrocería construida por Scaglietti, aunque similar a la del 500 TR, tenía un capó más bajo y arcos de rueda y guardabarros ligeramente reformados. Otro cambio con respecto al 500 TR fue la distancia entre ejes más larga, de 2350 mm (93 in), derivada del 860 Monza. La suspensión presentaba resortes helicoidales alrededor con un eje trasero vivo. Al igual que el 500 TR, el automóvil pesaba solo 680 kg, y su motor rendía 180 hp (132 kW). Ferrari fabricó un total de 19 chasis del 500 TRC entre 1956 y 1957. Este modelo fue el último automóvil de carreras con motor de 4 cilindros construido por Ferrari.
A pesar de que la Scuderia Ferrari nunca compitió con este modelo, el 500 TRC corrió con éxito cuando fue utilizado por equipos y conductores independientes. En las 24 Horas de Le Mans de 1957, un 500 TRC finalizó séptimo en la general, obteniendo la victoria en la clase de 2000 cc. Otro 500 TRC se hizo con la victoria en la categoría de los 2000 cc en la Targa Florio de 1958.
Dos chasis 500 TRC se actualizaron de fábrica a la especificación de los 2,5 litros, creando el muy raro modelo 625 TRC. Ambos fueron propiedad de John von Neumann, propietario del concesionario Ferrari Representantes de California. La unidad de número de serie 0672MDTR se equipó con el motor 3.4 L 860 Monza, para ser reacondicionada una vez más en 1958, esta vez con un motor 3,0 L 250 TR. La unidad con número de serie 0680MDTR se vendió el 12 de mayo de 2012 en la subasta de Sotheby's celebrada en Mónaco por 5 millones de euros.

## Monza SP1 / SP2

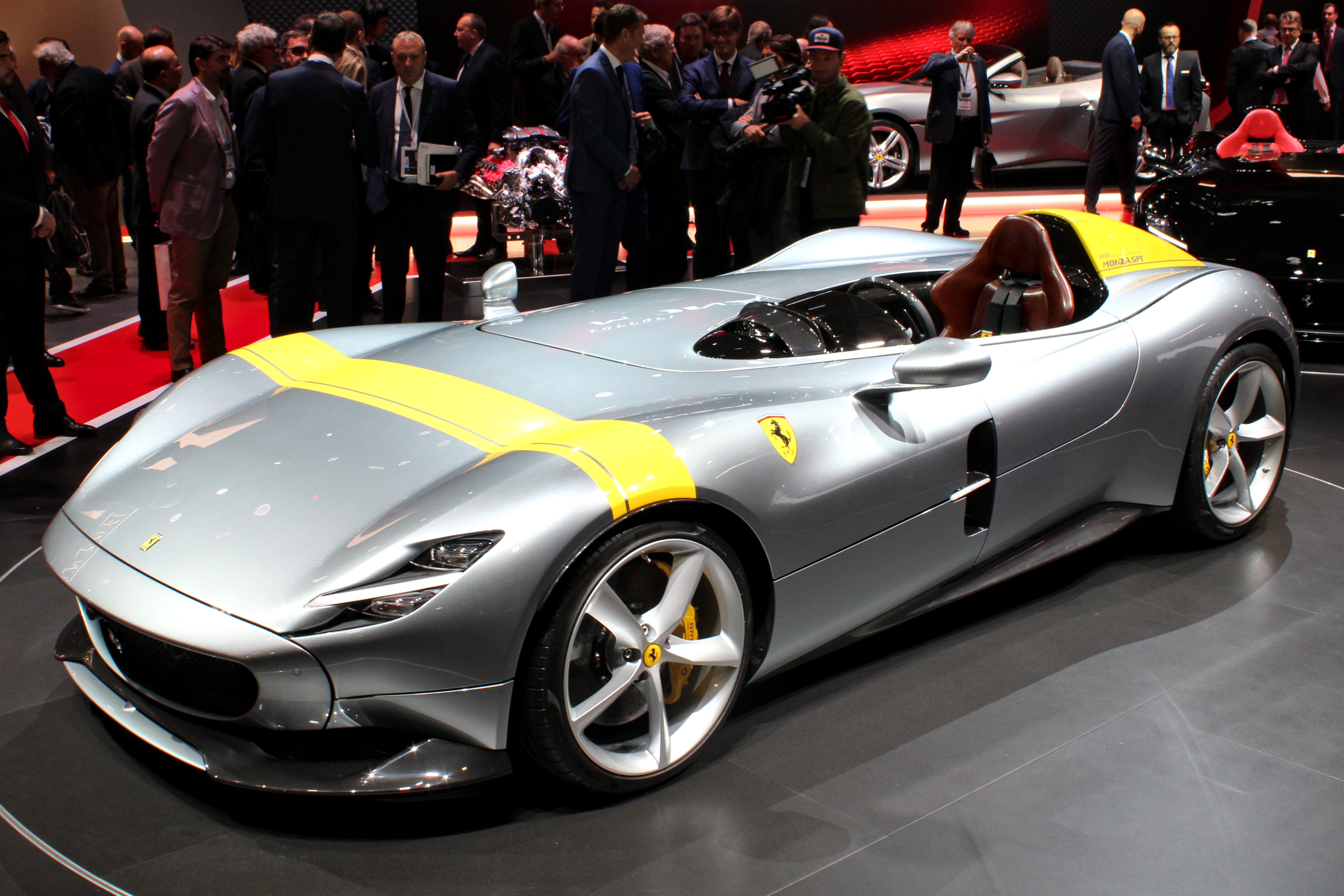
Ferrari Monza SP1 en el Salón del Automóvil de París (2018)

Los Monza SP1 y SP2 son automóviles deportivos de producción limitada, inspirados en los modelos anteriores denominados Monza, como el 750 Monza y el 860 Monza. Presentado en 2018, marcaría el comienzo de un nuevo linaje de modelos denominados la serie "Icona", un programa destinado a crear coches especiales inspirados en los modelos clásicos de Ferrari para ser producidos en series limitadas. El SP1 es un monoplaza, mientras que el SP2 cuenta con dos asientos. Se espera que se produzcan menos de 500 unidades.